# Ononis speciosa
Ononis speciosa là một loài thực vật có hoa trong họ Đậu. Loài này được Lag. miêu tả khoa học đầu tiên.